# Hipòtesi de la circumnavegació xinesa

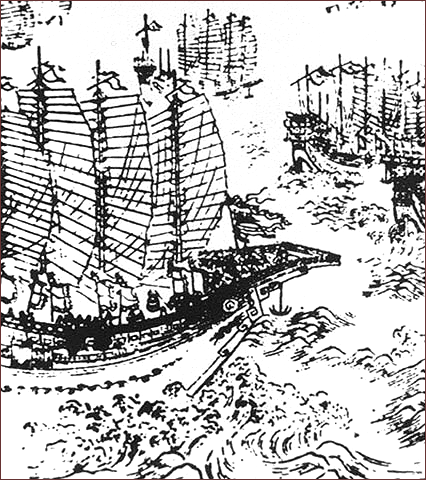
Dibuix al carbó representant la flota de Zheng He

La hipòtesi de la circumnavegació dels xinesos és una tesi exposada en el 2002 per l'autor britànic Gavin Menzies, excomandant de submarins de la Royal Navy, en el seu llibre 1421: The Year China Discovered the World (1421: L'any en què la Xina va descobrir el Món).
Segons ell el 1421 durant el regnat de l'emperador xinès Yongle, la flota de l'almirall Zheng He, un eunuc musulmà, hauria doblat el sud d'Àfrica fins a l'Atlàntic i fins al Carib. Una altra part de l'expedició havia creuat l'Estret de Magallanes per explorar la costa oest dels Estats Units i una tercera hauria navegat en les aigües fredes de l'Antàrtida. Les costes d'Austràlia fins i tot van ser explorades per l'expedició.

## Mètodes i crítiques

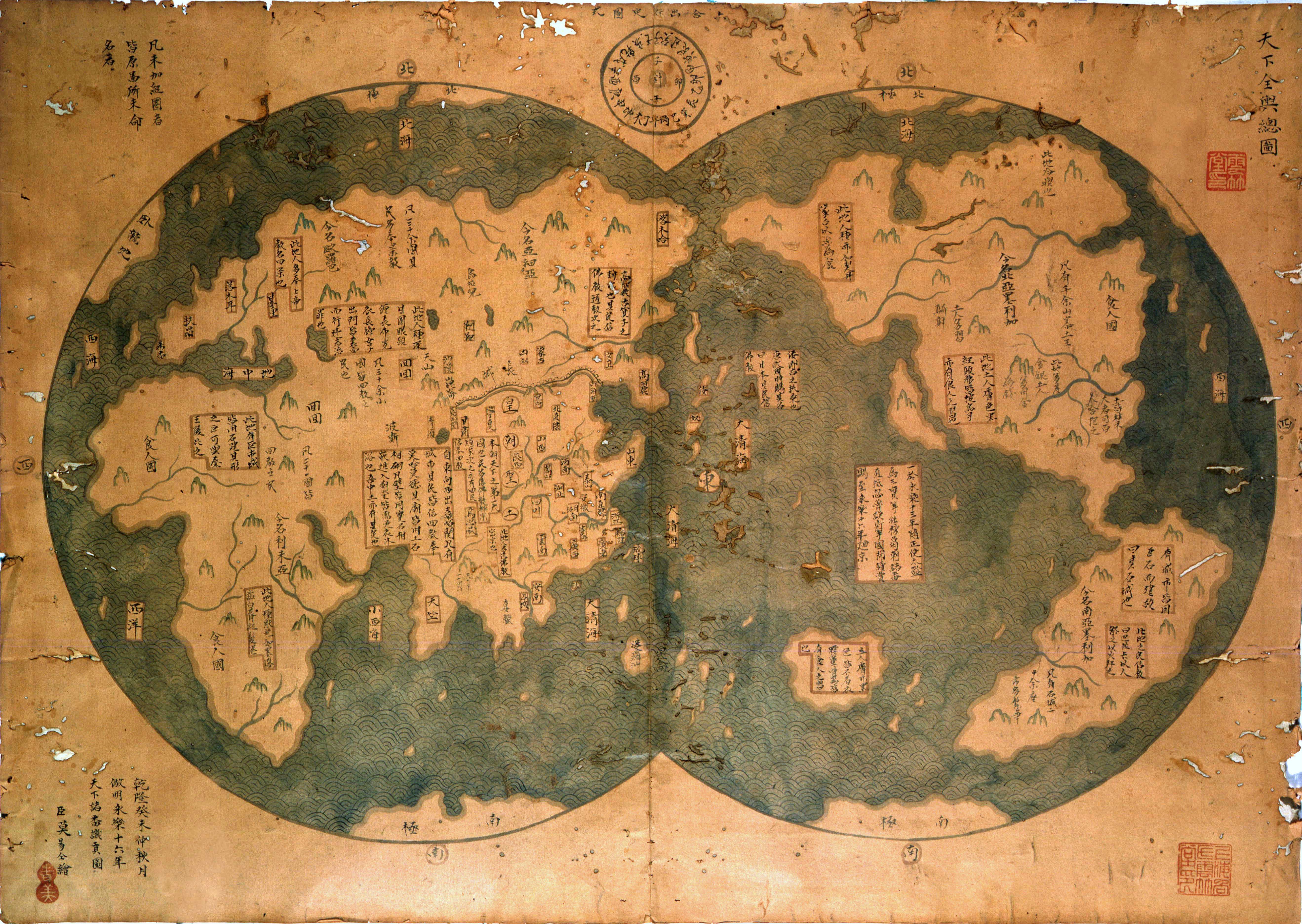
Mapa anomenat de Liu Gang, presentat com la reproducció de Mo Yi Tong el 1763 d'un mapa de 1418, però va considerar una falsificació per molts experts.

Aquesta tesi va ser desenvolupada a partir de l'estudi dels mapes antics marítims italians i portuguesos abans del viatge de Colom, que mostra les illes i territoris desconeguts per als europeus en aquest moment, solen interpretar-se pels historiadors com Illes imaginàries. L'autor afirma que aquests territoris corresponen ben bé a terres reals, cosa que contradiu la versió acceptada per alguns. Aquesta tesi és però molt controvertida.
Menzies sosté també que la sisena expedició de Zheng He es va dividir en diversos esquadrons que haurien superat el cap de Bona Esperança, va navegar per la costa oest d'Àfrica, va fer la volta a Austràlia, va superar el cap d'Hornos, atracà a la costa atlàntica d'Amèrica del Nord, envoltà Groenlàndia, etc. Per justificar l'absència de fonts xineses sobre aquests descobriments, Menzies basa en la destrucció dels registres de tots els viatges en el segle xv.
Experts de diverses civilitzacions xineses, precolombines d'Amèrica, els aborígens d'Austràlia o el Gran Nord han refutat aquestes tesis i diversos cartògrafs indiquen que els mapes on Gavin Menzies es basa no són autèntics i alguns fins i tot són grolleres falsificacions. Així, segons Peter van der Krogt, un geògraf de la Universitat d'Utrecht, el mapa anomenat "Liu Gang" és "en el millor dels casos un mapa elaborat el 1763 sobre la base d'un mapa de l'Europa moderna" o "una falsificació feta en el segle XXI".
Altres hipòtesis formulades per Menzies estan en contradicció amb la tasca dels investigadors. Per tant, sosté que els anells de pedra que es troben a prop de la costa de Califòrnia, provenen de les àncores dels joncs de Zheng He. El fet que es tractin d'àncores xineses no s'ha desmentit (molts joncs xinesos navegaven per la zona al segle XIX), però s'ha demostrat que estaven fetes de pedres de Califòrnia i no d'origen xinès.
Consideracions físiques, culturals, econòmiques i polítiques també poden explicar aquest fet. L'oceà Pacífic és molt més ampli que l'Atlàntic. La ciència de la Xina coneixia la rodonesa de la Terra, però era difícil d'integrar: algunes escoles de pensament, en plena edat moderna, es basaven encara en el model de la Terra plana. El "Colom" de la Xina no reuniria el consens com el dels savis de Salamanca per a la recerca de terres més enllà del "Mar de l'est".
Europa estava dividida en diversos estats rivals, tant entre si i amb el món musulmà, i aquesta rivalitat s'expressava cada vegada més en l'àmbit marítim. L'exploració dels portuguesos, va tractar de contrarestar el monopoli comercial dels mamelucs d'Egipte i els seus socis venecians. Les dels espanyols i altres estats europeus, van expressar una rivalitat, tant política com econòmica.
En canvi, l'imperi xinès era una unitat política absoluta. Els viatges d'exploracions dels xinesos en el segle xv manifesta la voluntat d'un emperador prestigiós Ming però, després de la seva mort, el Regne Mitjà no va tenir cap rival al mar que l'inspirés perseverar l'afany expansionista.